# إليوت تيلتشير
إليوت تيلتشير (بالإنجليزية: Eliot Teltscher)‏ مواليد 15 مارس 1959 في رانتشو بالوس فيرديس، هو لاعب كرة مضرب أمريكي سابق بدأ مسيرته كمحترف سنة 1977 وكان يلعب باليد اليمنى، اعتزل اللعب في 1988. كما أنه أحد أبطال الجراند سلام. أعلى تصنيف له في الفردي كان المركز الـ 6 في سنة 1982.

## بطولات حققها
- فرنسا المفتوحة

## النهائيات

### نهائيات البطولات الكبرى

#### زوجي الرجال
| الحصيلة | السنة | البطولة        | الأرضية | الشريك   | المنافس في النهائي         | النتيجة في النهائي |
| الوصافة | 1981  | فرنسا المفتوحة | ترابية  | تيري مور | هاينز جنثارت بلازس تاروكزي | 2–6, 6–7, 3–6      |

#### الزوجي المختلط
| الحصيلة | السنة | البطولة        | الأرضية | الشريك              | المنافس في النهائي     | النتيجة في النهائي |
| الفوز   | 1983  | فرنسا المفتوحة | ترابية  | باربارا جوردن (تنس) | ليزلي ألن تشارلز سترود | 6–2, 6–3           |

## روابط خارجية
- إليوت تيلتشير على موقع رابطة محترفي التنس (الإنجليزية)
- إليوت تيلتشير على موقع الاتحاد الدولي لكرة المضرب (الإنجليزية)
- إليوت تيلتشير على موقع كأس ديفيز (الإنجليزية)
- إليوت تيلتشير على موقع خلاصة التنس.كوم (الإنجليزية)